# Così per caso
Così per caso è un film del 2004 diretto da Cristiano Ceriello. È la trentacinquesima e ultima opera cinematografica ad essere prodotta in accordo con le regole del Dogma 95 e seconda a essere prodotta e girata in Italia (l'altro fu Diapason). Il film venne proiettato in alcuni festival e poi distribuito in maniera indipendente.

## Trama
Il protagonista è Cristiano, un ragazzo disoccupato che vive con il fratello autistico Lucio. Cristiano cerca di far partecipare il fratello a un programma televisivo nella speranza di ottenere un aiuto economico.